# 송계월

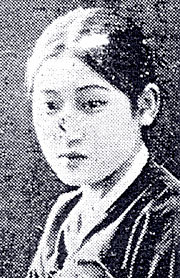
송계월

송계월(宋桂月, 1910년(?) - 1933년 5월 30일)은 한국의 독립운동가, 여성주의 운동가, 기자, 소설가, 여성해방운동가이다. 고등학교 재학 중 가부장제와 현모양처 반대 운동과 1930년 경성 여학생 만세운동을 주도하였다.
보수적인 가정환경에 반발하여 가출, 노동으로 학비를 조달하며 경성여자상업고등학교에 다녔다. 경성여상 재학 중 현모양처 교육에 반발하여 동맹휴학과 교내 시위를 주도하였다. 1930년 광주에서의 일본인의 조선인 여학생 성추행에 반발하여 허정숙 등과 함께 서울에서의 학생 만세운동을 일으켰다. 1931년부터는 잡지 신여성과 제일선의 기자가 되고 조선 프롤레타리아 예술가 동맹의 회원으로도 활동했다. 신여성지와 제일선지의 기자로 일하던 중 폐결핵으로 사망하였다. 다른 이름은 송계옥이다.

## 생애

### 젊은 시절
송계월은 1910년 함경북도 북청군 신창면 신창리에서 태어났다. 일설에는 1911년생 설, 1913년생 설 등이 있다. 그녀의 어린 시절 기록은 전하는 바가 없다. 1925년 보수적인 가정 환경에 반발하여 가출, 고향에서 도망치듯 경성으로 와 YMCA 학당을 거쳐 1926년 개교한 경성여자상업학교에 입학, 상점 점원 등으로 노동을 하며 학비를 조달했다.
더 배우겠다는 일념으로 서울로 도망쳐와 경성여자상업학교에 입학하지만 식민지 여성교육방침이었던 현모양처 교육은 ‘알고 싶고 배우고 싶은 열정으로 가득 찬’ 그를 만족시키지 못했다. 대신 사회과학과 문학 책을 읽으면서 사회문제에 눈을 뜨기 시작했다. 그는 경성 종로방 가회동 48번지의 하숙집에서 생활하였다.

### 여성해방운동과 독립운동

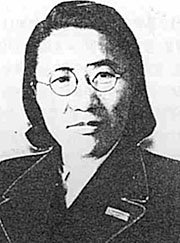
허정숙

송계월은 경성여상 재학 중 근우회와 신간회의 간부이던 허정숙을 만나면서 사회주의 여성해방론에 경도되고, 재학 중 현모양처는 유교사상이 여자들에게 강제로 세뇌한 역할이라며 현모양처론에 반발하였다. 이어 기독교식 여학교들에서도 현모양처 교육을 하는 것에 반발, 1927년 현모양처 교육에 반기를 든 동맹휴학을 주도하기도 한다.

1929년 11월 6일자 동아일보. 광주학생 항일운동 당시의 격문을 다룬 내용이다.

동맹휴학을 이끌면서 신문에 이름이 오르내리기 여러 번이었고, 1930년에는 광주학생운동의 여파로 일어난 서울여학생 시위운동을 주도하며 ‘제국주의 타도 만세’, ‘계급혁명 만세’ 등을 외치다가 검거된다. 송계월은 최복순 등과 함께 서울 여학생 만세 운동을 주도하고, 동맹휴학연락과 격문 살포를 담당하였다. 1928년 5월에는 경성여상 교내 동맹휴학을 주동한 혐의로 폭행과 업무방해 혐의로 검찰에 기소되기도 했다.
1930년 1월에는 광주에서의 일본인의 조선인 여학생 성추행에 반발하여 항의 집회를 하였으며, 1월 14일 저녁 경성여상, 이화여고보 등 서울시내 각 여학교와 휘문고보 학생 대표자들이 모여 광주학생운동에 호응하는 제2차 서울 학생시위를 준비하였다. 이어 광주학생운동의 여파로 일어난 경성여학생 시위운동을 허정숙 등과 함께 주도하다 종로경찰서에 검거·투옥되었으나, 징역 6개월 집행유예 2년형을 받았다가 최종선고로 집행유예를 받고 그해 3월에 풀려난다. 그러나 종로경찰서에 수감되었을 무렵 지병인 폐질환이 악화되었다. 그 뒤 경성여자상업고등학교에 복학하였다.

### 여성해방론과 경제적 자립론
그는 허정숙, 정칠성, 김일엽 등의 영향을 받아 여자가 남자들로부터 해방되는 방법은 경제적 자립이라고 보았다. 그는 여성이 해방되려면 계급해방이 우선이라 보았고, 이는 경제력을 갖출 때에 해방이 가능하가도 보았다. 그에 따라 송계월은 칼럼과 강연을 통해 여자들도 취직을 하고 사회활동을 할 것을 호소하였다.

### 잡지, 언론 활동
1931년 2월 경성여자상업고등학교를 졸업하였다. 그러나 경제력이 좋지 않아 상급 학교로 진학하지 못하고 노동과 상점 점원을 전전하다가, 조지아백화점(미도파 백화점의 전신)의 점원이 되었다. 1931년 6월 경성여상 동문, 후배들과 함께 종로구 경운동에서 여성운동에 관련된 시위를 주도하였으나 밀정의 정탐으로 인해 사전에 발각, 90명의 경성여상 학생들, 집주인 김정숙 부부와 함께 종로서 형사에게 검거되었다. 24명의 여학생은 풀려났고 송계월은 집주인 김정숙 부부 및 57명과 함께 계속 조사받다가 풀려났다.
조지아백화점의 점원으로 수개월간 근무하다가 1931년 개벽사가 발간한 <신여성> 잡지의 기자로 재직하면서 “진정한 여성해방은 계급해방에 있다”는 사회주의 여성해방론자의 시선으로 글과 칼럼을 발표하고 조선사회 여성이 처한 조건에 대한 기사와 칼럼을 발표하였다. 그해 잡지 제일선의 기자도 겸하였다. 또한 조선 프롤레타리아 예술가 동맹(카프)에 가입하여 회원이 되었다.
송계월은 사생아를 낳은 여성을 변호하거나, 여학생의 행실을 꾸짖는 사람들을 비판하면서 가부장적 사회가 손가락질하는 여성의 경험을 좀 다른 방식으로 길러낸다. 그는 남자들은 여러 여자를 첩으로 두거나 즐기면서 여자는 여러 남자와 즐기는 것을 타락함과 음란함으로 몰고 가는 것은 이중잣대라며 비판하였다. 1932년 2월 경성부를 떠나 고향인 북청 신창으로 되돌아갔으나 그가 임신했다는 소문이 계속 확산되었다.

### 작가, 사회 활동
그는 작가로도 데뷔하였다. 그러나 그의 작품들은 정당한 평가를 받지 못하였다. 그의 첫 기사 보도인 가두연락의 첫날은 귀엽다는 평을 들었는데, '귀여웁다'라는 표현은 분명 그 작품 자체에 대한 것이라기보다는 이제 막 등단한 젊은 여자 작가의 미모에 대한 평가임을 짐작할 수 있다.
송계월은 여성작가로서보다는 활발하게 활동하는 미모의 인텔리 여성이라는 이유로 세간의 호기심의 대상이 된다. 송계월에 대한 이러한 저널리즘적 관심은 이무영의 '여류작가 개평'(신여성, 1934)에서도 드러난다. 이 글에서 이무영은 송계월이 '가두연락의 첫날' 이외에는 뚜렷한 작품이 없지만, 그에 대한 세간의 관심이 너무나 커서 어쩔 수 없이 그의 작품을 평한다고 말하고 있다.
1931년 6월에는 신여성지에서 주최한 여자교육 개선안에 대한 토론회에 패널로 참석하였다. 김자혜, 모윤숙, 이응숙 변호사 등과의 토론에서 그는 현실에 필요한 교육을 시키는 것이 중요하다고 역설하였다.
| “ | (여자)학교에서들 일본 쓰기야끼 맨드는 법, 무슨 양요리 맨드는 법 가튼 것은 가리키는데, 조선사람이 (그것을) 배워야 소용 있어야지요. 먹을 일이 없다느니보다 그런 것을 먹을 형편이 됩니까? | ” |

여성 교육의 확산도 좋으나 현실에 도움이 되지 않는 교육을 시킬 필요는 없다고 보았다.
한편 여가활동 중에는 술을 마시거나 친구들과 어울려 다니기도 했다. 그가 주로 어울리는 인물은 근처 수송동 하숙집에 살던 이효석, 최정희 등이었다. 그는 최정희, 이효석 등 여성 작가들과 젊은 기자들, 연극인, 영화인들과 어울려 다니며 술을 마시기도 했다.

### 여성 해방과 계급 해방 논쟁
1932년 1월초 최정희와 한 차례 논쟁을 벌였다. 계급성과 여성성의 연관에 대한 것으로서 동광 1932년 1월 '신여성 신년 新申號'란 특집에서 최정희는 "남성 본위의 사회에서 자유평등을 마음으로만 웨치는 우리 여성들을 위하야 싸워보겠다는 것이 주요임무"라고 하면서, 그 방법으로 목적의식을 가진 단 몇 사람만이라도 '여인문예가클럽'을 결성하자고 제안했다. 이에 대해 송계월은 "최정희의 '선언'이 있은 이후 요즘 2,3인의 동무들 사이에도 농후한 열정을 갖고 전파되어 가고 있다"면서 우려를 표하였다. 이는 곧 논쟁으로 이어졌다.
그는 '금일의 역사적 현실성과 관련되어 진보적 의의를 가지는 것은 남자 대 여자의 성적 관계에 있는 것이 아니고 부르주아계급 대 프롤레타리아 계급이라는 계급적 관계에 있다'고 반박하였다. 송계월은 더 나아가 최정희의 그와 같은 견해는 "반동적 행동의 한 형태"라고 일축하였다.
| “ | 우리들은 당연히 여성의 특수성이라는 것을 충분히 인식해야 된다. ...(이하 중략)... 그러나 진정한 의미에서 여성의 특수성을 고려한다는 것은 그 나라에서 이행되고 있는 정당한 대중운동과 밀접한 조직적 관련 밑에서야 그것을 시인하게 되는 것이라고 나는 말하여 둔다. ...(이하 중략)... 다만 여성의 특수성이라는 것만을 독자적으로 생각하여 그것을 일반 대중운동과 아무 관련 없이 고립시키려는 행동이 있다면 그것은 단연히 배척해야 할 행동이다. ...(이하 중략)... 최정희 군의 시의를 볼 때에 너무도 예술운동의 의식이 가미한 것을 섭섭히 생각하는 바, 군이 무산부인운동의 실천적 의의에 있어 아무런 의식적 발전을 엿볼 수가 없는 것 또한 섭섭한 생각 ...(이하 중략)... 군의 사진의 예능적 시의에 대하여 두 번 반성이 있기를 바라는 바이다. | ” |
|   | — 송계월 여인문예가 크릅 문제-최정희 군의 선언과 관련하야, 신여성 1932년 3월호 39페이지 |   |

송계월은 여성 문제 이전에 경제적인 불평등을 해소하는 것이 우선이라고 보았다. 또한 여자라는 이유로 특수성이나 특혜를 바랄 것이 아니라 남자와 같은 조건과 같은 환경에서 활동하는 것이 여성의 권리를 향상시키는 길이라고 역설하였다. 그러나 이 논쟁 이후 최정희와 송계월은 서로 화해하지 못한 채 송계월이 죽게 된다.

### 병마와 최후
1932년 5월 일본에서 귀국한 문인 리찬(李燦)과 교류하였다.
1932년부터 신여성지에 입사한 기자 겸 작가 백철과 연애하였다. 1933년 단편 소설 《가두연락》을 발표하였다. 그러나 1933년 《삼천리》3월호에 홍구(洪九)의 여류작가군상 (女流作家群像)에서 혹평을 당한다. 송계월은 작가라기보다는 르포 작가 정도가 어울린다는 혹평이었다.
학비와 생계를 동시에 조달해야 했던 그는 천식 등의 질환을 앓았지만 치료시기를 놓쳐 결핵 등의 합병증에 시달리다가 함경북도 북청군 신창면 고향으로 내려갔다. 1933년 5월 30일 함경북도 북청군 신창면의 집에서 폐결핵 등의 합병증으로 사망한다. 임종 전 그는 동생 송정덕에게 '정덕아 나는 꼭 사라야겠다. 엇전 일인지 죽을 마음은 조금도 업다. 할 일은 만치, 나는 젊지.'라며 아쉬움을 토로했다 한다. 그의 나이 향년 23세였다.

### 사후
그가 죽자 다음날부터 각 언론들은 기자로서, 소설가로서 장래가 촉망되던 송계월을 회고하며 너무 이른 죽음을 애석해 했다. 사인은 폐병이었는데, 그러나 여동생과 친구들은 송계월의 죽음을 재촉한 것은 바로 '사회의 비열한 공격'이라고 비난했다. 이후 매년 그의 기일을 전후하여 추모회가 열리다가 해방 이후 잊혀졌다.
1933년 7월 신가정과 신동아에서 특집으로 다루어질 만큼 그는 시중의 화제가 되었다. 그러나 사후에도 그는 작품성이나 활동에 대한 제평가를 받지 못했다.
이들 두 잡지는 공통적으로 송계월의 일대기와 그녀를 둘러싼 소문들의 존재에 대해 암시하고 있다. 1935년 3월 삼천리지에 실린 홍으동자의 '미인박명애사-조서한 문단의 명화 송계월'에서는 다소 모호했던 그 소문은 좀더 구체적인 양상을 띠고 소개되고 있다. 그것은 바로 "처녀가 아이를 뱄다"는 소문이며, 바로 이 소문 때문에 송계월이 요절했다는 것이었다.
2000년대에 이르러 그의 행적과 활동에 대한 조명 여론이 나타나기 시작하였다.

## 저작
- 소설,  젊은 어머니
- 소설, 《가두연락》
- 수필, 부인기자의 일기(1932)
- 수필, 북국의 동무(1932)
- 평론, 조선문인의 푸로필
- 평론, 연인문예가 크릅 문제

## 사상과 신념

### 여성해방과 계급론
그에게 여성문제는 어디까지나 계급관계에 있는 것이었다. 일상에서 “남자들의 어리석은 심리와 주책없는 행동”을 보고 듣고 겪고, “제 딴에는 지도니, 진정한 동무니 하면서도 여자를 대하면 또 여자로 대하는” 남성사회주의자들을 비판하면서도 결론은 늘 “진정한 여성해방은 계급해방에 있다”는 것이었다.
허정숙, 김일엽 등의 영향을 받은 그는 여자가 경제력을 얻고 자기 몫의 직업을 갖고, 경제활동을 해야 남자들로부터 독립할 수 있다고 보고 여자들도 구직활동에 종사할 것을 호소하기도 하였다. 이때 여자라는 이유로 특혜를 바랄 것이 아니라 남자와 동등한 조건을 견뎌내야 된다고 하였다.

### 자유 연애론
신여성 송계월에 대한 사회의 ‘관심’은 그의 사생활에 쏠려있었다. 그의 외모에 대한 찬사, ‘사치한’ 사생활에 대한 비난, 연애 스캔들에 대한 의혹이 이어지더니 급기야 그가 처녀의 몸으로 아이를 낳았다는 데까지 번졌다.
여고 시절 그는 수려한 외모와 달변으로 많은 남학생들의 관심을 받았고 여러 남자친구와 연애하였다. 그런데 미혼인 상태로 임신하였다는 소문이 확산되었다. 그는 허정숙, 김일엽, 박인덕, 김명순, 나혜석 등의 자유연애론에 공감, 여자도 자유롭게 연애할 권리가 있음을 들어 항변하였다. 그러나 미혼모라는 편견은 그의 활동을 방해하였고, 그가 기자로써 취재하러 갔을 때는 미혼모라는 이유로 그의 취재에 협조하기를 거부하였다. 그는 분노와 자책을 오가며 홀로 싸우다 건강을 잃어 짧은 삶을 다 써버렸다.

### 작가와 여류작가 구분 반대
1930년대에 들어 일부 여성 작가들은 작가와 여성 작가의 구분 문제를 제기하였다. 그는 여성 작가의 구분 문제와 여성 작가의 독자적 단체 구성을 반대, 비판하였다.
구분 불가의 입장은 송계월이 표명한 여성문인 그룹 결성에 대한 반대 의사가 대표적인 것이었다.
최정희는 동광 신년호를 통해 여성작가 그룹 결성을 선언하게 되는데 이에 대해 송계월은 명백한 반대 의사를 표명한다. 문제는 남성:여성의 문제가 아니라 부르주아:프로의 문제라는 것, 여성으로서의 특수성(여성성)을 주장할 수 있는 것은 정당한 대중운동의 밀접한 조직 체계와 관련지을 때라야 의미를 갖는다는 것이었다.
그는 여성 문인 그룹을 조직해야 하는 것이 아니라 오직 카프라는 단체의 하부조직인 여인부에 소속해야 함을 역설하였다. 그는 작가와 여성 작가를 구분하는 것에 반대하고 여자 작가도 한사람의 작가로서 평가받아야 한다고 주장하였다.

### 모성애에 대한 비판
그는 모성애가 여자에게 선천적인 것이 아니라고 비판하였다. 나혜석, 허정숙 등과 같이 그는 모성애는 타고난 것이 아니라 사회가 여자들에게 억지로 강요한 것으로 보았다.
그는 부자와 빈자의 계급성과 여성성, 그리고 여성성과 모성을 이분법적으로 분리하여 대립적인 것으로 파악하였다. 이는 송계월 뿐 아니라 기존 여성 연구자들도 계급성과 여성성, 그리고 여성성과 모성을 이분법적으로 분리하여 대립적인 것으로 파악하였다.

## 가족 관계
- 여동생 : 송정덕(宋貞德)

## 평가와 비판
함경도 북청에서 나고 자란 송계월은 예부터 활발한 경제활동을 해온 함경도 여자의 기질대로 ‘명랑하고 열정적’이었다. 그의 작품은 작품성으로 평가받지 못하고 그의 외모나 사생활에 대한 평가가 주를 이루었다.
그는 김명순과 김일엽 이후 작품이 아닌 외모와 사생활(특히 연애 사건)을 중심으로 평가되었다. 그가 작품성 보다는 제대로 된 평가를 받지 못했다는 시각도 있다. 한편 그가 이른 나이에 요절하여 작품으로 평가할 만한 것이 거의 없다는 시각도 있다.
여성운동을 자율성을 가진 운동으로 보지 못하고 부문운동으로만 보려는 태도는 바로 전체주의적인 사고에서 출현하는 것이다. 송계월이 최정희에 대하여 한 논박도 역시 그러한 것이었다.'는 비판도 있다.

## 같이 보기
| - 경성여자상업고등학교 - 광주학생운동 - 허정숙 - 신여자 - 김일엽 - 나혜석 - 박인덕 - 김명순 - 이광수 - 정칠성 - 정종명 - 알렉산드라 콜론타이 - 판위량 | - 여성 해방 운동 - 한양호 - 강경애 - 김활란 - 임영신 - 박순천 - 박차정 - 백철 |

## 참조
1. 1 2 3 4 5 6 7 8 9 10  사회주의 여성해방론 눈뜬 송계월
2. ↑  상허학회, 《상허학보 13집》 (깊은샘, 2004) 294페이지
3. 1 2  상허학회, 《상허학보 13집》 (깊은샘, 2004) 284페이지
4. ↑  상허학회, 《상허학보 13집》 (깊은샘, 2004)
5. ↑  염무웅, 《분화와 심화 어둠 속의 풍경들》 (민음사, 2007) 368페이지
6. 1 2  상허학회, 《일제 말기의 미디어와 문화정치》 (깊은샘, 2008) 253페이지
7. 1 2 3 4  상허학회, 《일제 말기의 미디어와 문화정치》 (깊은샘, 2008) 254페이지
8. ↑  김응교, 《사회적 상상력과 한국시》 (소명출판, 2002) 148페이지
9. 1 2  상허학회, 《상허학보 13집》 (깊은샘, 2004) 291페이지
10. 1 2  상허학회, 《상허학보 13집》 (깊은샘, 2004) 292페이지
11. ↑  일설에는 그가 임신했다는 소문 때문에 그의 병세가 악화되었다는 설도 있다.
12. 1 2 3  문학사와비평연구회, 《한국 근대문학 연구의 반성과 새로운 모색》 (새미, 1997) 132
13. 1 2  상허학회, 《일제 말기의 미디어와 문화정치》 (깊은샘, 2008) 256페이지
14. ↑  한국민족운동사연구회 편, 《한민족과 민족운동》 (국학자료원, 1998) 125페이지

## 참고 자료
- 김호일, 『한국근대학생운동사』, 선인, 2005, 271-273쪽.
- 이석훈, 〈이효석·송계월·심훈·백신애·김유정 등 고인회상(古人回想)〉, 『삼천리』, 1949.12.
- 박정애, 〈어느 신여성의 경험이 말하는 것〉, 《여성과 사회》, 2002.상반기.
- 김연숙, 〈사회주의 사상의 수용과 여성작가의 정체성〉, 한국어문교육연구회, 《어문연구 33권 4호 통권128호, 2005 겨울호》 (한국어문교육연구회, 2005)  333-358쪽
- 김연숙, 《그녀들의 이야기 신여성:한국근현대문학과 젠더 연구》 (역락, 2011)

## 관련 서적
- 강진호, 《한국문단 이면사》 (깊은샘, 1999)
- 임금복, 《현대여성소설의 페미니즘 정신사》 (도서출판 새미, 2000)
- 문학사와비평연구회, 《한국 근대문학 연구의 반성과 새로운 모색》 (도서출판 새미, 1997)
- 상허학회, 《일제 말기의 미디어와 문화정치》 (깊은샘, 2008)
- 한국여성문학학회, 《한국 여성문학 연구의 현황과 전망》 (소명출판, 2008)
- 서정자, 《한국 근대 여성소설 연구》 (국학자료원, 1999)